# Paul Alfred Weiss

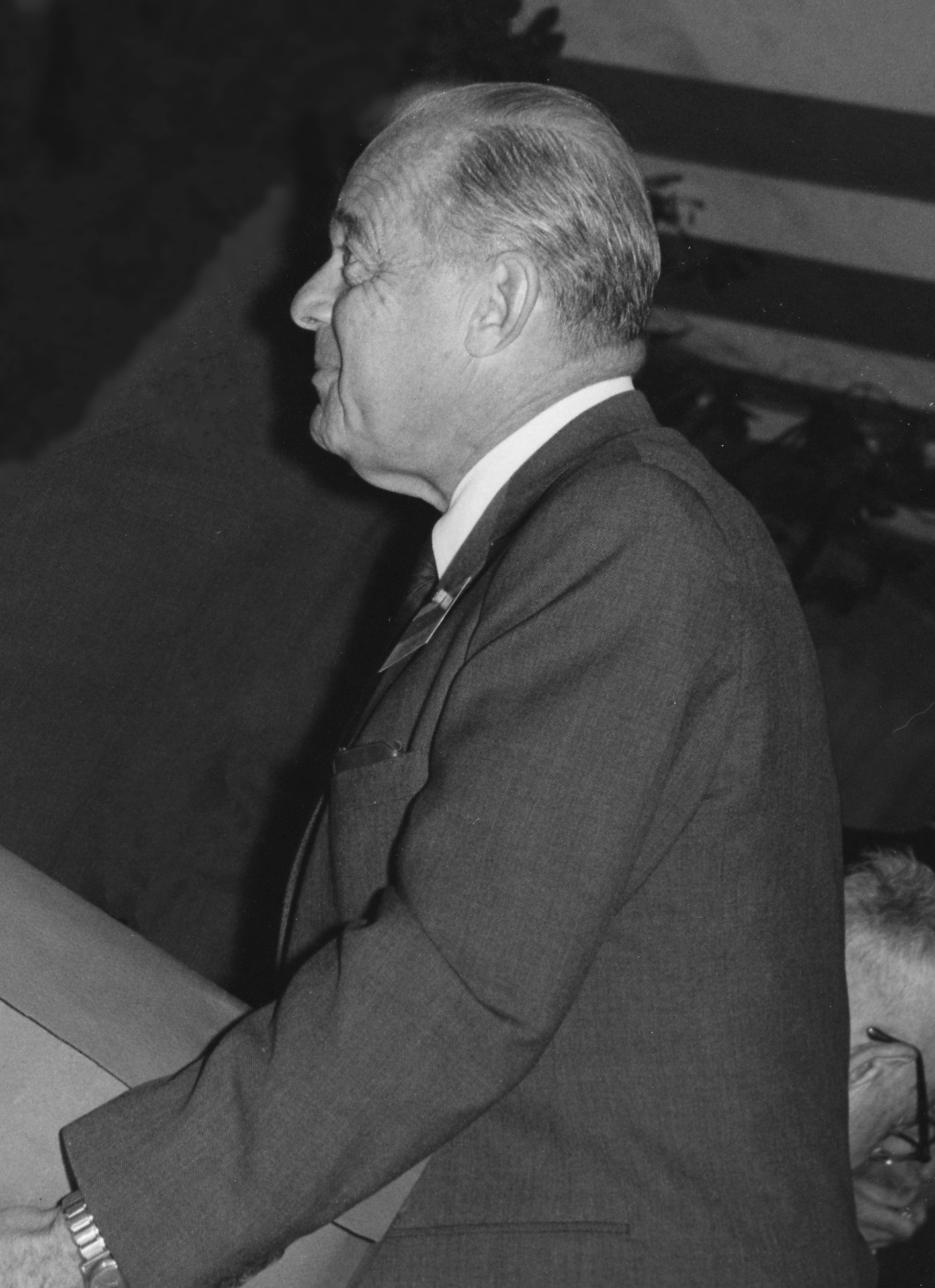
Weiss 1963

Paul Alfred Weiss (* 21. März 1898 in Wien; † 8. September 1989 in White Plains, USA) war ein österreichisch-amerikanischer Biologe. Er trug wesentliches zur Systemtheorie bei und führte eine Feldtheorie in die Embryologie ein.

## Leben und Wirken
Weiss wurde als Sohn des Geschäftsmannes Carl S. Weiss und dessen Frau Rosalie Kohn Weiss geboren. Während des Ersten Weltkrieges diente er ab 1916 in der österreichischen Armee. Nach Kriegsende studierte er Maschinenbau an der Technischen Hochschule Wien. Sein wissenschaftliches Interesse verlagerte sich zunehmend auf das Gebiet der Biologie. Als Nebenfächer wählte er Mathematik und Physik, wodurch seine weitere wissenschaftliche Arbeit maßgeblich beeinflusst wurde. Seine Dissertation schrieb er in Wien bei Hans Leo Przibram in der Biologischen Versuchsanstalt im Wiener Prater ("Vivarium"). Sie wurde 1922 veröffentlicht. Nach seiner Promotion arbeitete er in verschiedenen wissenschaftlichen Einrichtungen in Europa. Wegen der Weltwirtschaftskrise und der damit verbundenen prekären Lage der Wissenschaftsfinanzierung ging er 1930 in die USA. 1933 wurde ihm eine Dozentenstelle an der zoologischen Fakultät der University of Chicago angeboten, die er annahm. Von 1942 bis 1954 war er dort ordentlicher Professor für Zoologie. 1939 erhielt er die US-amerikanische Staatsbürgerschaft. 1954 wechselte er an die Rockefeller University in New York City, wo er ein Labor für Entwicklungsbiologie aufbaute. An der Rockefeller University war er bis zu seiner Emeritierung im Jahr 1964 tätig.
Neben anderen Funktionen war er von 1952 bis 1953 Präsident der American Association for the Advancement of Science.
Er beschrieb im Rahmen seiner Arbeiten zur Systemtheorie einen Schichtendeterminismus, diese Veröffentlichung gilt als eine der wichtigsten zur Systemtheorie.

## Ehrungen
1947 wurde Weiss in die National Academy of Sciences, 1953 in die American Philosophical Society und 1954 in die American Academy of Arts and Sciences gewählt. 1966 wurde er zum Mitglied der Deutschen Akademie der Naturforscher Leopoldina gewählt.
1979 erhielt er die National Medal of Science für Biologie.

## Schriften
- Dynamics of Development: Experiments and Inferences. New York 1968.
- The Science of Life. The Living System - A System for Living. Futura Publishing Company, Mount Kisco, NY 1973, ISBN 0-87993-034-9.